# روسیورین

روسیورین (انگلیسی: Rociverine) نوعی ترکیب آنتی موسکارینی است.